# El Pelirón
El Pelirón es un barriada histórica de Jerez de la Frontera (Andalucía, España). Desde el punto de vista urbanístico, se considera barrios de parcelación periférica, es decir, barrios populares construidos de manera informal con una estructura urbana orgánica.  
En el PGOU está catalogado como Residencial Unifamiliar o Colectiva en Manzana Cerrada, por su ubicación en un arrabal circundante al conjunto histórico-artístico de Jerez, con una morfología de manzanas agrupadas o cerradas y con tipologías de colectiva en bloque vertical o unifamiliares en hilera. 

Actualmente conserva un urbanismo singular, con casas bajas autoconstruidas o bloques populares, edificaciones industriales de los años 60 y 70 y elementos arquitectónicos de especial singularidad.
Barriada al este del ferrocarril, entre las calles Pablo Neruda, Jorge Bocuze, Bruselas y Avenida Alcalde Jesús Mantara. La calle Ronda del Pelirón divide en dos al barrio. En la parte al sur de la calle Ronda del Pelirón las calles son más estrechas y peor trazadas, y las casas más pequeñas, construidas hasta los años 50, existiendo  todavía algunos solares por edificar. La parte al norte de esta vía se construyó posteriormente desde los años 60 en adelante y se asemeja más a un ensanche tradicional. 

## Toponimia
El nombre "Pelirón" deriva de la expresión "donde se perdía el ganado", ya que está edificada sobre los terrenos antaño destinado para pacer el ganado mostrenco o sin dueño a las afueras de la ciudad, encontrándose registros con este nombre en 1838.
"Habiendo sido encontrada en el pago de Pelirón, de este término, una yegua castaña, lucera, tuerta del derecho y con hierro, he dispuesto hacerlo público por medio del presente, para que llegando a conocimiento de su dueño pueda reclamarla ante esta Alcaldía, quien dispondrá le sea entregada, justificando previamente su propiedad, advirtiéndose que transcurridos treinta días, contados desde hoy, sin que se presente persona alguna con dicho objeto, se tendrá como abandonada, vendiéndose en pública licitación y aplicándose su importe en la forma que proceda"  

Periódico El Guadalete. 29 de febrero de 1888 

## Historia

### s. XIX

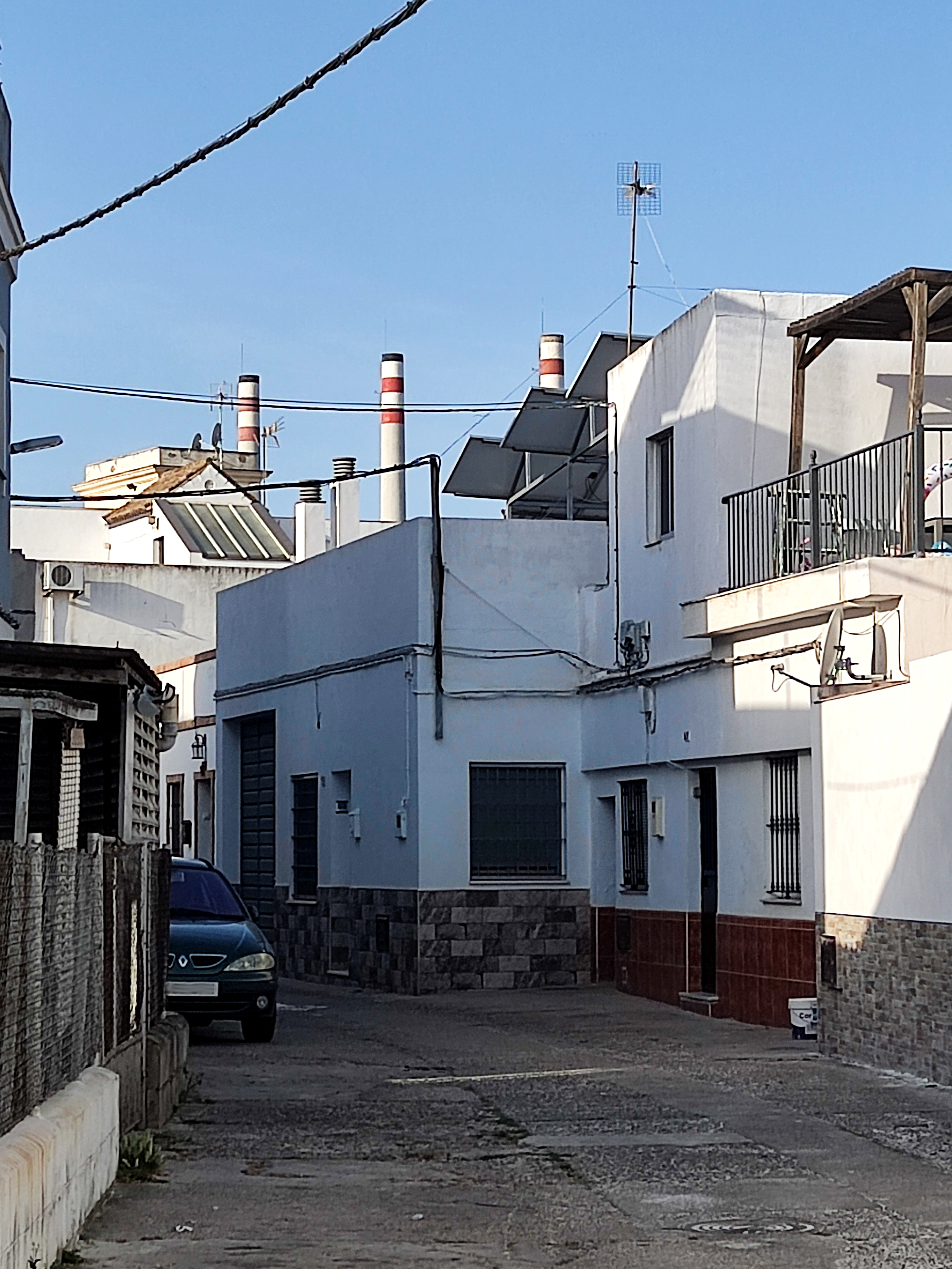
Casas populares de El Pelirón antiguo, construidas en 1954, con las chimeneas de los hornos de la antigua Fábrica de Botellas al fondo

En 1838 los terrenos del Pelirón estaban en manos del convento de Madre de Dios de Sevilla. Con la desamortización de 1836, los terrenos pasaron a manos de D. José Iglesias 
La Junta de venta de bienes Nacionales, en uso de las facultades que se le conceden por el art. 38 de la Real Instrucción de 1º de marzo de 1836, ha acordado declarar y publicar los nombres de los compradores de fincas rematadas en esta Corte y Provincias que se espresan, y así mismo la cantidad que se les adjudican 
D. José Iglesias, para ceder, remató tres y tres octavas aranzadas de tierra, sitio de Pelirón, término de Jerez de la Frontera, de las monjas de Madre de Dios de Sevilla en ... 15000  
A lo largo del s. XIX, tras la desamortización, los terrenos, ya conocidos como el Pago del Pelirón, fueron destinados a zona de viña y de recreo, siendo propiedad de la familia Terry 
"Anoche, como acontece todos los sábados, hubo una agradabilísima reunión en el recreo llamado de Pelirón, propiedad de los Sres. de Terry, en donde se dieron cita multitud de amigos íntimos de los señores de la casa, con el objeto de saludarlos, reinando la mayor animación en la distinguida concurrencia"
Periódico El Guadalete 19 de noviembre de 1893  
En paralelo, la línea de ferrocarril trazada en Jerez en 1854, primera en Andalucía y conocido como el Tren del Vino, separó físicamente los terrenos del Pelirón del resto de la ciudad, creando una barrera que marcó el posterior crecimiento y fisionomía de barrio en el s. XX. 

En 1895 se otorga la licencia para la construcción de la antigua Fábrica de Botellas, llamada como La Jerezana, y que marcaría el futuro desarrollo del Pelirón: 
"El lugar elegido era idóneo por la cercanía a una vía férrea, lo que facilitaba la rápida salida de los productos elaborados en la fábrica, y a su vez, la entrada del carbón necesario para los hornos. (...) La nueva industria reunía para su instalación las condiciones previstas en el moderno reglamento de ordenación municipal que poseía Jerez en aquella fecha, en concreto con su artículo 166: se instalaba en las afueras de la ciudad, aislada de los ciudadanos, sin existir peligro de incendio o explosión para el vecindario ni molestias por humo o ruidos.  

### s. XX

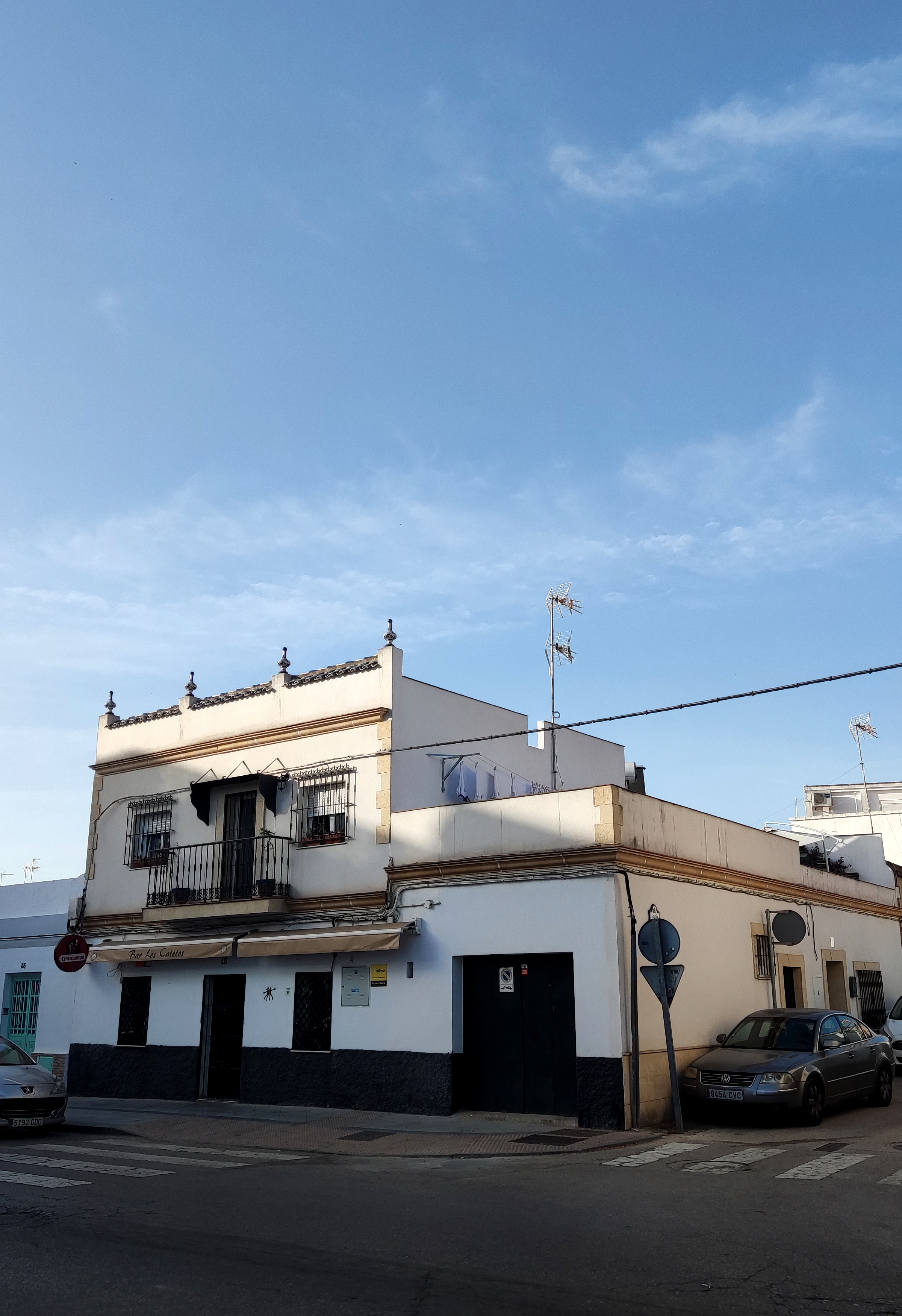
Edificio popular en la calle Ronda del Pelirón construido en 1946

Durante la Segunda República se planificó la construcción de la Barriada España, cuyas casas expandían el centro histórico hasta el límite de la línea de ferrocarril. Al otro lado de las vías del tren algunas personas aprovecharon la zona del Pago del Pelirón colindante a la fábrica de botellas La Jerezana para la autoconstrucción de sus casas, sin ordenamiento urbanístico previos, en calles sin acerados y casas fabricadas en su mayoría con ladrillos refractarios desechados de la misma cercana fábrica de botellas. 
En un principio las calles no estaban asfaltadas, sino que era de tierra y carecían de cañerías. Por su carácter entonces de acceso a la ciudad y su origen de esparcimiento para el ganado, El Pelirón contó con un abrevaderos destinado para los caballos y vacas que bajaban y subían de los mercancías en la actual calle Jorge Bocuze.
En los años 40, tras la Guerra Civil, se empezó la construcción de barriadas de La Vid y de La Asunción, anexas a El Pelirón e igualmente muy desconectadas de la población y separadas de ella por las barreras que suponían las vías de los ferrocarriles Madrid-Cádiz y Jerez-Sanlúcar. Esta planificación diferencia el urbanismo orgánico del Pelirón frente al urbanismo rectilíneo de La Vid y de La Asunción.
En la década de los años 60 y 70 El Pelirón creció al ritmo que crecía la ciudad en términos industriales. Nuevos bloques de viviendas y la apertura de empresas y espacios industriales atraídos por la cercanías a la fábrica de botellas, la disponibilidad de suelo amplio y la cercanía fácil a las vías de salida de la ciudad ensancharon el barrio y le otorgaron un punto álgido de dinamismo.
A partir de los años 80 empezó el declive del barrio, en paralelo a la reducción de actividad de la fábrica de botellas, que en la década de los años 90 cerró el primero de sus tres hornos hasta su cierre definitivo en 2009. 

### SigloXXI

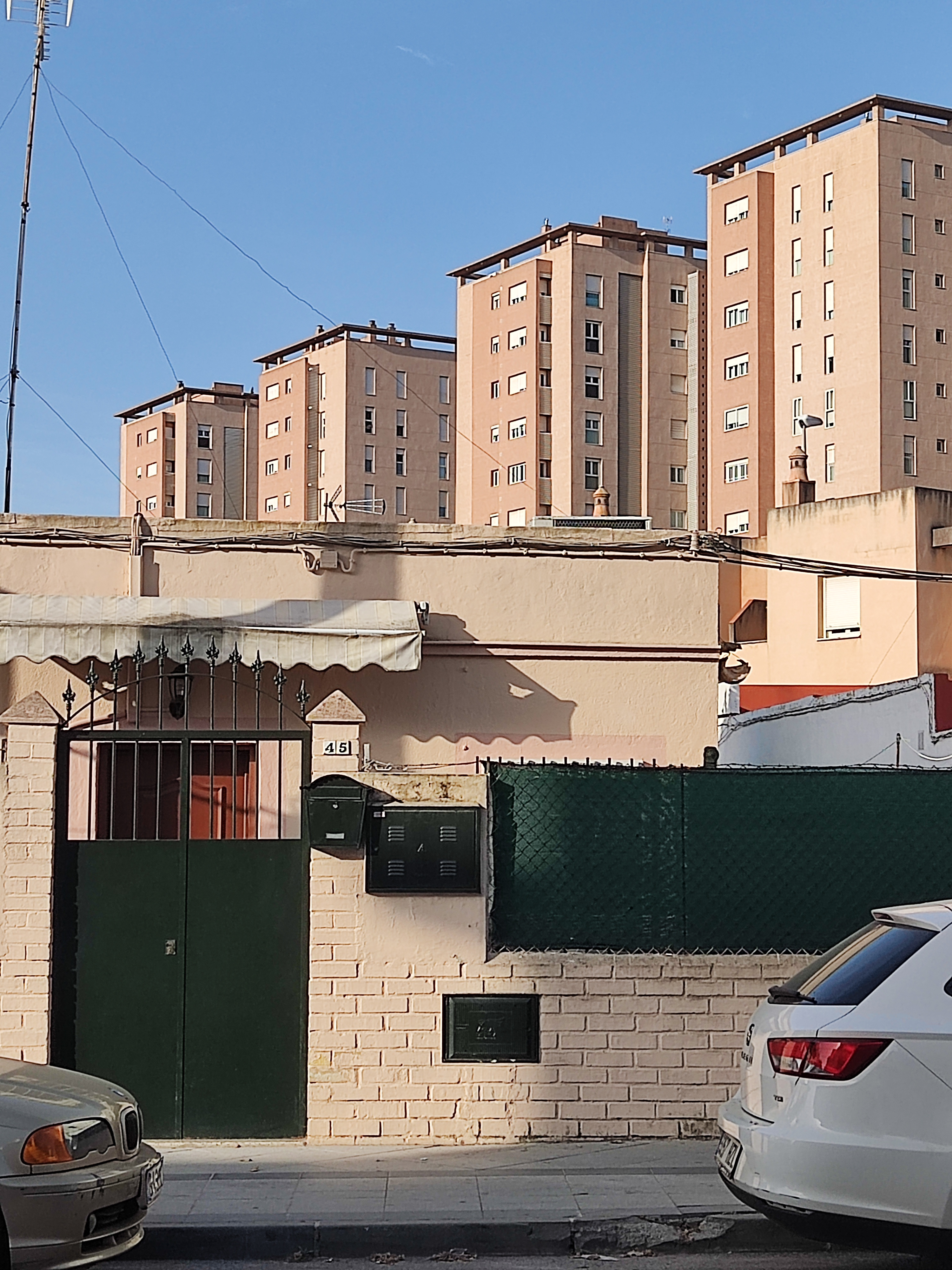
Casa popular en la calle Ronda del Pelirón en contraste con las torres Residencial Renfurbis al fondo

En 2002 se produjo la elevación de as vías del tren lo que, después de siglo y medio, supuso la eliminación de la separación física del barrio con relación al centro urbano. También aparecieron nuevos terrenos y espacios verdes donde se levantaron las conocidas como torres Renfurbis, bautizadas como RENFE+Urbis por el acuerdo alcanzado con entonces RENFE, posteriormente propiedad de ADIF. 
La crisis financiera 2007-2008 golpeó con virulencia al barrio, el cual arrastraba problemas previos como desindustrialización, desempleo y envejecimiento de la población. En el informe Análisis Urbanístico de Barrios Vulnerables 2001 publicado por el Ministerio de Fomento, dentro del Área Estadística Vulnerable (AEV) aparecía Asunción-El Pelirón como zona vulnerable en la categoría de parcelación periférica.  En 2011 volvió aparecer, diez años después y en plena crisis financiera y económica, marcando, dentro de los Índices Básicos de Vulnerabilidad una tasa de desempleo del 41,22% 
En 2015 se demolieron bloques de viviendas ubicadas la calle Ronda del Pelirón, la calle Batalla de Majaceite y la calle Batalla de Higueruela con una superficie total de 2.448,75 metros cuadrado, debido a su mal estado y degradación  que habían alcanzado tasas de violencia significativas   Desde 2020 y tras la demolición, El Pelirón ha ido creciendo en la Avenida Alcalde Jesús Mantaras, con nuevas promociones en el solar. 

## Características
La barriada cuenta actualmente con dos parques: el parque Jorge Bocuze (en referencia al empresario francés que promovió la fábrica de botellas La Jerezana), frente a la antigua fábrica de botellas VICASA, y el Parque del Pelirón, antigua zona fin de la barriada.
Desde 2004 la Cofradía Hermandad del Consuelo de confesión católica busca hacerse un hueco en el barrio.

### Ronda del Pelirón
La Ronda del Pelirón es la vía central de barrio. Actualmente conecta la Avenida de Andalucía con la Rotonda del Catavino. La elevación de las vías del tren en 2002 ha tenido un gran impacto en esta vía. Por un lado, la hizo aún más relevante al centralizar el grueso de acceso al barrio pero por otro lado ha pasado a soportar un volumen de tráfico rodado para el que, en origen, no estaba preparada.
"La Ronda del Pelirón pertenece al grupo de las calles tardías, a pesar de sus años. Estuvo en estado de gestación casi un siglo. El centro de transformación eléctrica así lo atestigua a tenor de los viejos pabellones, donde luce un gran 1910 en la fachada. Sin embargo, la vida no acabó de llegar hasta finales de los noventa, casi con el nuevo siglo. Fue cuando se produjo el cambio integral de la zona. Por fin caía el muro del fondo de la calle, las viejas vías del tren desaparecían y se creaba, en la salida a la Avenida de la Paz, una gran zona verde, elevándose el ferrocarril. Hasta entonces, era una calle prácticamente sin salida, encerrada en sí misma, hecha solamente para el paso de sus vecinos. Los vecinos del viejo barrio del Pelirón." 

### Barriada de las Batallas
Pese al ambiente tranquilo de la barriada, todas sus calles históricas reciben nombres de batallas.
- Batalla de Aína
- Batalla de Gigonza
- Batalla de Torrelobatón
- Batalla de Jimena
- Batalla del Salado
- Batalla de los Potros
- Batalla del Majaceite
- Batalla de Higueruela
- Batalla de los Cueros
- Batalla de Alarcos
- Batalla de Matanza
- Batalla de Vallehermoso
- Batalla de la Janda
- Batalla de Jerez
- Batalla de Guadalete
- Batalla de Cardela
- Batalla de Lucena
- Batalla de Écija
- Batalla de Sagrajas
- Batalla de San Martín

### Arquitectura industrial

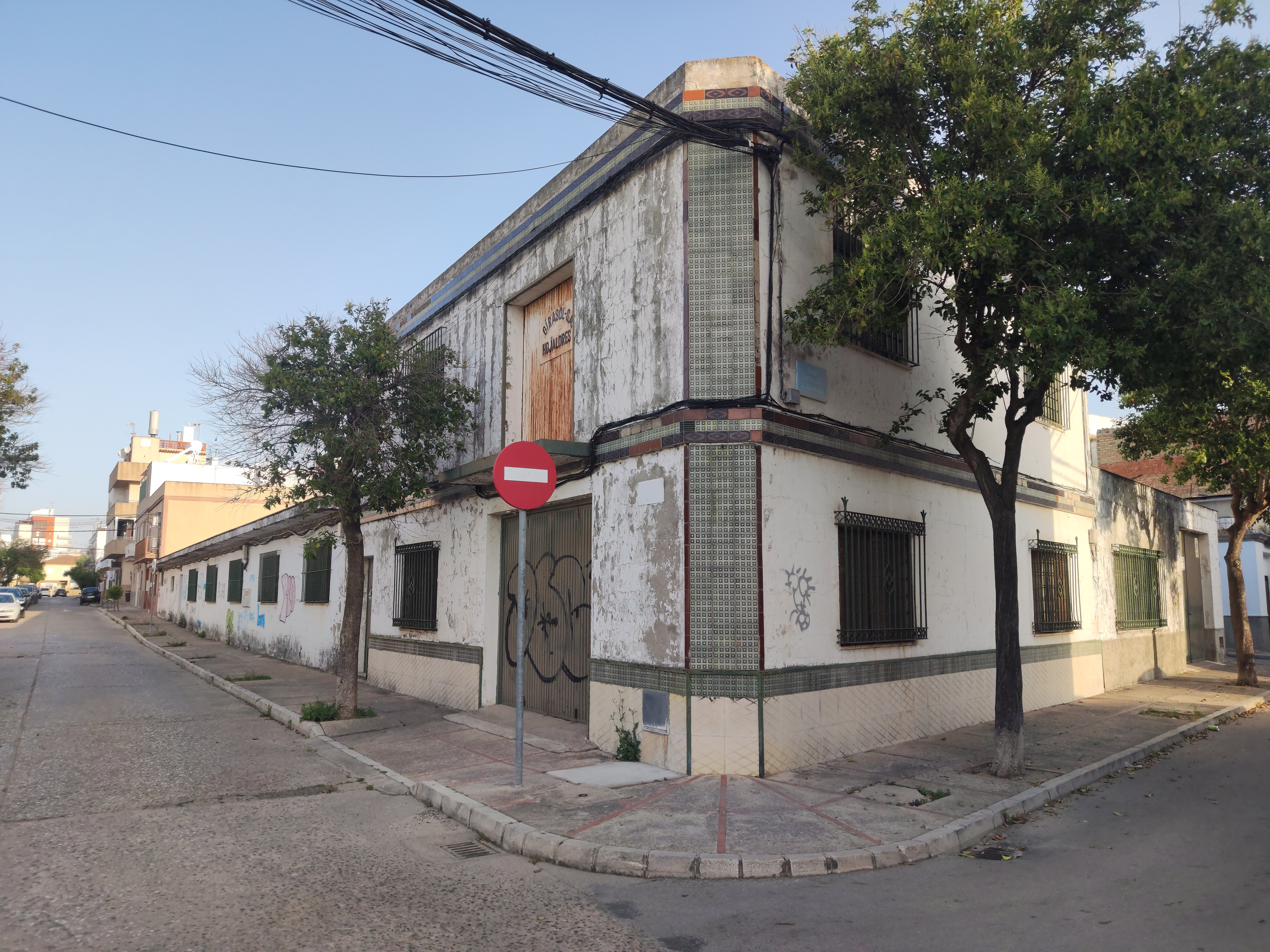
Edificio industrial de la antigua fábrica con azulejos (El Pelirón, Jerez)

Una de las peculiaridades urbanísticas de El Pelirón es la integración de arquitectura industrial heredera principalmente de los años 60 y 70 dentro de su entramado urbano y que, como legado, aún algunas persisten. Destacan:
- Subestación eléctrica [21](1910, actualmente propiedad de Endesa) - C/ Ronda del Pelirón, 2
- Fábrica de tratamiento de mármol (Mármoles Burgos)
- Fábrica de hierro y ferralla (Hierros Flores) - C/ Ronda del Pelirón, 14
- Fábrica de palmeritas de hojaldre (Palmeritas Girasol) - C/ Batalla de Cardela
- Fábrica de simuladores aéreos (Sismo Soluciones) [22]

## Personajes conocidos
- El Canijo de Jerez, Músico [23]
- Juan José Padilla, torero español
- Manuel Moreno Barranco. Escritor
- Pedro Pacheco, abogado y político, alcalde de Jerez de 1979 a 2003.

## Galería
|  |  |  |